# Эсбери, Келли
Келли Адам Эсбери (англ. Kelly Adam Asbury) (15 января 1960 — 26 июня 2020) — американский кинорежиссёр

 анимационных фильмов, сценарист, актёр озвучивания, автор и иллюстратор детских и научно-популярных книг. Наиболее известен благодаря режиссуре таких картин, как «Шрек 2» и «Гномео и Джульетта».

## Биография
Эсбёри родился 15 января 1960 года в Бомонте, шт. Техас. В течение двух лет учился в Ламарском университете (Lamar University), а затем в 1980-м году поступил в Калифорнийский институт искусств (California Institute of the Arts), где изучал анимацию и создание кинофильмов.

## Карьера
Келли Эсбёри работал в компании «Walt Disney Animation Studios» с 1983 по 1995 год и участвовал в создании раскадровок для некоторых анимационных картин, включая «Русалочку», «Красавицу и Чудовище» и «Историю игрушек». В 1993 году он был ассистентом художника-постановщика анимационного фильма-мюзикла «Кошмар перед Рождеством» Тима Бёртона.
В 1995 году Эсбёри начал работать в компании DreamWorks, став режиссёром анимационных фильмов «Спирит: Душа прерий» (2002) и «Шрек 2» (2004). Позже эти фильмы будут номинированы на премию Оскар в категории «Лучший анимационный фильм». Вдобавок к режиссуре, Эсбёри озвучил некоторых персонажей во «втором Шреке» и «Шреке Третьем».
В 2011 году Эсбёри выступил режиссёром и соавтором сценария анимационного фильма «Гномео и Джульетта». Персонажам этой картины Эсбёри также подарил свой голос. За работу над «Гномео и Джульеттой» Эсбёри был номинирован на две премии Энни.
В 2003 году Эсбёри написал книгу «Dummy Days» — биографию пяти чревовещателей XX века. Также Эсбёри — автор и иллюстратор 12 опубликованных книг для детей. Среди них: «Rusty’s Red Vacation», «Bonnie’s Blue House» and «Yolanda’s Yellow School».
С середины 2011 по середину 2012 года Эсбёри принимал участие в создании сторибордов для анимационных проектов Disney «Ральф» и «Холодное сердце».
В марте 2018 года Эсбёри приступил к режиссуре анимационной комедии STX Entertainment «UglyDolls. Куклы с характером». Мультфильм планируется к выходу в США 10 мая 2019 года, в России — 22 августа.

## Личная жизнь
Проживал в Южной Калифорнии.
Скончался 26 июня 2020 года. Причиной смерти стал рак.

## Избранная фильмография
| Год  | Название                                              |
| ---- | ----------------------------------------------------- |
| 2019 | UglyDolls. Куклы с характером UglyDolls               |
| 2017 | Смурфики: Затерянная деревня Smurfs: The Lost Village |
| 2011 | Гномео и Джульетта Gnomeo and Juliet                  |
| 2004 | Шрек 2 Shrek 2                                        |
| 2002 | Спирит: Душа прерий Spirit: Stallion of the Cimarron  |